# Svjetski kup u hokeju na travi za žene 2002., sastavi djevojčadi
Svjetski kup u hokeju na travi za žene 2002., sastavi djevojčadi.
Članak sadrži potvrđene sastave djevojčadi koje su sudjelovale na svjetskom kupu u hokeju na travi 2002. godine. održanom u Perthu u Australiji između 24. studenog i 8. prosinca 2002.

## Skupina "A"

### Argentina
Glavni trener: Sergio Vigil
| Br. | Ime i prezime           | Pol.     | Dob |
| --- | ----------------------- | -------- | --- |
| 1.  | Mariela Antoniska       | vratarka |     |
| 2.  | Agustina García         | navala   |     |
| 3.  | Magdalena Aicega        | obrana   |     |
| 4.  | María de la Paz Ferrari | vezna    |     |
| 6.  | Ayelén Stepnik          | vezna    |     |
| 8.  | Luciana Aymar           | vezna    |     |
| 9.  | Vanina Oneto            | navala   |     |
| 11. | Karina Masotta          | navala   |     |
| 12. | Mariana González Oliva  | vezna    |     |

| Br. | Ime i prezime             | Pol.     | Dob |
| --- | ------------------------- | -------- | --- |
| 14. | Mercedes Margalot         | obrana   |     |
| 15. | María de la Paz Hernández | navala   |     |
| 16. | Cecilia Rognoni           | obrana   |     |
| 17. | María Inés Parodi         | vezna    |     |
| 18. | Paola Vukojicic           | vratarka |     |
| 19. | Marine Russo              | vezna    |     |
| 21. | Inés Arrondo              | navala   |     |
| 23. | Natalí Doreski            | navala   |     |
| 24. | Claudia Burkart           | obrana   |     |

### Kina
Glavni trener: Kim Chang-back
| Br. | Ime i prezime | Pol.     | Dob |
| --- | ------------- | -------- | --- |
| 1.  | Nie Yali      | vratarka |     |
| 2.  | Long Fengu    |          |     |
| 3.  | Chen Zhaoxia  |          |     |
| 4.  | Ma Yibo       |          |     |
| 5.  | Cheng Hui     |          |     |
| 6.  | Liu Yanli     |          |     |
| 7.  | Huang Junxia  |          |     |
| 8.  | Fu Baorong    |          |     |
| 9.  | Li Shuang     |          |     |

| Br. | Ime i prezime | Pol.     | Dob |
| --- | ------------- | -------- | --- |
| 11. | Tang Chunling |          |     |
| 12. | Zhou Wanfeng  |          |     |
| 13. | Zhang Haiying |          |     |
| 14. | Chen Xiolan   |          |     |
| 15. | Hou Xialoan   |          |     |
| 16. | Pan Fengzhen  | vratarka |     |
| 17. | Qiu Yingling  |          |     |
| 19. | Chen Qiuqi    |          |     |
| 22. | Li Aili       |          |     |

### Njemačka
Glavni trener: Peter Lemmen
| Br. | Ime i prezime           | Pol.     | Dob |
| --- | ----------------------- | -------- | --- |
| 1.  | Birgit Beyer            | vratarka |     |
| 2.  | Louise Walter           |          |     |
| 3.  | Denise Klecker          |          |     |
| 4.  | Tina Bachmann           |          |     |
| 5.  | Nadine Ernsting-Krienke |          |     |
| 6.  | Julia Boie              |          |     |
| 7.  | Natascha Keller         |          |     |
| 8.  | Melanie Cremer          |          |     |
| 10. | Nina Kramer             |          |     |

| Br. | Ime i prezime       | Pol.   | Dob |
| --- | ------------------- | ------ | --- |
| 13. | Marion Rodewald     |        |     |
| 14. | Anke Böhmert        |        |     |
| 15. | Heike Lätzsch       |        |     |
| 16. | Fanny Rinne         |        |     |
| 19. | Britta von Livonius |        |     |
| 21. | Silke Müller        |        |     |
| 23. | Badri Latif         |        |     |
| 25. | Janina Totzke       |        |     |
| 32. | Franziska Gude      | obrana |     |

### Novi Zeland
Glavni trener: Jan Borren
| Br. | Ime i prezime     | Pol.   | Dob |
| --- | ----------------- | ------ | --- |
| 3.  | Paula Enoka       |        |     |
| 4.  | Sandy Bennett     |        |     |
| 5.  | Rachel Sutherland |        |     |
| 7.  | Skippy Hamahona   | obrana | 27  |
| 8.  | Jaimee Provan     |        |     |
| 9.  | Carol Ward        |        |     |
| 10. | Lizzy Igasan      |        |     |
| 11. | Michelle Turner   |        |     |
| 12. | Karen Mee         |        |     |

| Br. | Ime i prezime     | Pol.     | Dob |
| --- | ----------------- | -------- | --- |
| 14. | Suzie Pearce      |          |     |
| 15. | Anne-Marie Irving | vratarka |     |
| 16. | Helen Clarke      | vratarka |     |
| 17. | Caryn Paewai      |          |     |
| 18. | Diana Weavers     |          |     |
| 20. | Amanda Christie   |          |     |
| 21. | Niniwa Roberts    |          |     |
| 23. | Tara Drysdale     |          |     |
| 25. | Lisa Bishop       |          |     |

### Rusija
Glavni trener: Oleg Potapov
| Br. | Ime i prezime                          | Pol./klub   | Dob |
| --- | -------------------------------------- | ----------- | --- |
| 1.  | Oksana Bojko (Оксана Бойко)            | vratarka    |     |
| 2.  | Natalija Kravčenko (Наталья Кравченко) | obrana      |     |
| 3.  | Tatjana Timonjina (Татьяна Тимонина)   | obrana      |     |
| 4.  | Natalija Veršinina (Наталья Вершинина) | vezna       |     |
| 5.  | Irina Piskunova (Ирина Пискунова)      | vezna       |     |
| 6.  | Olga Veljmatkina (Ольга Вельматкина)   | obrana      |     |
| 7.  | Galina Timšina (Галина Тимшина)        | obrana      |     |
| 8.  | Olga Nikolajeva (Ольга Николаева)      | vezna       |     |
| 9.  | Tatjana Vasjukova (Татьяна Васюкова)   | kap., vezna |     |

| Br. | Ime i prezime                                  | Pol.       | Dob |
| --- | ---------------------------------------------- | ---------- | --- |
| 10. | Elena Polovkova (Елена Половкова)              | napadačica |     |
| 11. | Galina Basajčuk (Галина Басайчук)              | napadačica |     |
| 12. | Ekaterina Rastorgujeva (Екатерина Расторгуева) | vezna      |     |
| 13. | Nadežda Čegurdajeva (Надежда Чегурдаева)       | vezna      |     |
| 14. | Marina Čegurdajeva (Марина Чегурдаева)         | napadačica |     |
| 15. | Tatjana Judovskaja (Татьяна Юдовская)          | vezna      |     |
| 16. | Tatjana Sosnihina (Татьяна Соснихина)          | obrana     |     |
| 17. | Irina Sviridova (Ирина Свиридова)              | napadačica |     |
| 16. | Galina Terentjeva (Галина Терентьева)          | vratarka   |     |

### Škotska
Glavni trener: Mike Gilbert
| Br. | Ime i prezime   | Pol. | Dob |
| --- | --------------- | ---- | --- |
| 1.  | Tracey Robb     |      |     |
| 2.  | Debra McLeod    |      |     |
| 3.  | Vikki Bunce     |      |     |
| 4.  | Helen Walker    |      |     |
| 5.  | Audrey Longmuir |      |     |
| 6.  | Claire Lampard  |      |     |
| 7.  | Jane Burley     |      |     |
| 8.  | Alisa Young     |      |     |
| 9.  | Samantha Judge  |      |     |

| Br. | Ime i prezime    | Pol. | Dob |
| --- | ---------------- | ---- | --- |
| 10. | Rhona Simpson    |      |     |
| 11. | Alison Grant     |      |     |
| 12. | Linda Clement    |      |     |
| 13. | Cheryl Valentine |      |     |
| 14. | Emma Rochlin     |      |     |
| 15. | Alison Rowatt    |      |     |
| 16. | Susan Gilmour    |      |     |
| 17. | Louise Gordon    |      |     |
| 18. | Louise Carroll   |      |     |

### Južna Koreja
Glavni trener: Lim Heung-Sin
| Br. | Ime i prezime  | Pol.     | Dob |
| --- | -------------- | -------- | --- |
| 1.  | Park Yong-Sook | vratarka |     |
| 2.  | Kim Jin-Hee    |          |     |
| 3.  | Lee Jin-Hee    |          |     |
| 4.  | Yoo Hee-Joo    |          |     |
| 5.  | Lee Seon-Ok    |          |     |
| 6.  | Ki Sook-Hyun   |          |     |
| 7.  | Kim Eun-Jin    |          |     |
| 8.  | Lee Mi-Seong   |          |     |
| 10. | Oh Ko-Woon     |          |     |

| Br. | Ime i prezime   | Pol.     | Dob |
| --- | --------------- | -------- | --- |
| 11. | Kim Seong-Eun   |          |     |
| 12. | Kim Jin-Kyoung  |          |     |
| 13. | Jo Jin-Ju       |          |     |
| 14. | Choi Su-Yun     |          |     |
| 15. | Lee Eun-Young   |          |     |
| 16. | Lim Ju-Young    | vratarka |     |
| 17. | Kim Jung-Hee    |          |     |
| 18. | Park Jeong-Sook |          |     |

### Ukrajina
Glavni trener: Tetyana Zhuk
| Br. | Ime i prezime         | Pol. | Dob |
| --- | --------------------- | ---- | --- |
| 1.  | Viktoriya Kotlyarenko |      |     |
| 2.  | Fyeridye Bilyalova    |      |     |
| 3.  | Ayshe Ramazanova      |      |     |
| 4.  | Olena Fritche         |      |     |
| 5.  | Maryna Pyrohova       |      |     |
| 6.  | Maryna Vynohradova    |      |     |
| 7.  | Maryna Dudko          |      |     |
| 8.  | Tetyana Kobzenko      |      |     |

| Br. | Ime i prezime       | Pol. | Dob |
| --- | ------------------- | ---- | --- |
| 9.  | Svitlana Kolomiyets |      |     |
| 10. | Natalya Vasyukova   |      |     |
| 11. | Elvira Dzhemilova   |      |     |
| 12. | Zhanna Savenko      |      |     |
| 13. | Maryna Litvinchuk   |      |     |
| 14. | Tetyano Salenko     |      |     |
| 15. | Svitlana Petrenko   |      |     |
| 16. | Olha Fisuyn         |      |     |

Ukrajina je povela samo 16 igračica na Svjetski kup.

## Skupina "B"

### Australija
Glavni trener: David Bell
| Br. | Ime i prezime   | Pol.     | Dob |
| --- | --------------- | -------- | --- |
| 2.  | Louise Dobson   |          |     |
| 3.  | Karen Smith     |          |     |
| 5.  | Ngaire Smith    |          |     |
| 7.  | Peta Gallagher  |          |     |
| 8.  | Susannah Harris |          |     |
| 10. | Bianca Netzer   |          |     |
| 13. | Wendy Alcorn    |          |     |
| 14. | Nicole Arrold   |          |     |
| 17. | Rachel Imison   | vratarka |     |

| Br. | Ime i prezime   | Pol.     | Dob |
| --- | --------------- | -------- | --- |
| 20. | Carmel Bakurski |          |     |
| 21. | Nina Bonner     | vratarka |     |
| 24. | Angie Skirving  | obrana   |     |
| 25. | Melanie Twitt   | vezna    |     |
| 28. | Julie Towers    | obrana   |     |
| 29. | Tammy Cole      |          |     |
| 30. | Sarah Taylor    |          |     |
| 31. | Katrina Powell  | vezna    |     |
| 32. | Nikki Hudson    | navala   |     |

### Engleska
Glavni trener: Tricia Heberle
| Br. | Ime i prezime        | Pol.     | Dob |
| --- | -------------------- | -------- | --- |
| 1.  | Carolyn Reid         | vratarka |     |
| 2.  | Hilary Rose          | vratarka |     |
| 3.  | Jenny Bimson         | obrana   |     |
| 4.  | Jane Smith           |          |     |
| 5.  | Denise Marston-Smith |          |     |
| 6.  | Melanie Clwlow       |          |     |
| 7.  | Helen Grant          |          |     |
| 8.  | Anna Bennett         |          |     |
| 9.  | Mandy Nicholson      |          |     |

| Br. | Ime i prezime    | Pol. | Dob |
| --- | ---------------- | ---- | --- |
| 10. | Lucilla Wright   |      |     |
| 11. | Kate Walsh       |      |     |
| 12. | Frances Houslop  |      |     |
| 13. | Helen Richardson |      |     |
| 14. | Rachel Walker    |      |     |
| 15. | Alex Danson      |      |     |
| 16. | Leisa King       |      |     |
| 17. | Sarah Blanks     |      |     |
| 18. | Anne Panter      |      |     |

### Irska
Glavni trener: Riet Kuper
| Br. | Ime i prezime   | Pol.     | Dob |
| --- | --------------- | -------- | --- |
| 1.  | Tara Browne     | vratarka |     |
| 2.  | Angela Platt    | vratarka |     |
| 3.  | Arlene Boyles   |          |     |
| 4.  | Jenny Burke     |          |     |
| 5.  | Linda Caulfield |          |     |
| 6.  | Eimear Cregan   |          |     |
| 7.  | Karen Humphreys |          |     |
| 8.  | Rachel Kohler   |          |     |
| 9.  | Laura Lee       |          |     |

| Br. | Ime i prezime    | Pol. | Dob |
| --- | ---------------- | ---- | --- |
| 10. | Pamela Magill    |      |     |
| 13. | Claire McMahon   |      |     |
| 14. | Lynsey McVicker  |      |     |
| 15. | Ciara O'Brien    |      |     |
| 16. | Jill Orbinson    |      |     |
| 18. | Daphne Sixsmith  |      |     |
| 19. | Linda O'Neill    |      |     |
| 21. | Katharine Maybin |      |     |
| 23. | Catherine Murray |      |     |

### Japan
Glavni trener: Akihiro Kuga
| Br. | Ime i prezime   | Pol.     | Dob |
| --- | --------------- | -------- | --- |
| 1.  | Rie Terazono    | vratarka |     |
| 2.  | Keiko Miura     |          |     |
| 3.  | Akemi Kato      |          |     |
| 4.  | Yukari Yamamoto |          |     |
| 5.  | Sachimi Iwao    |          |     |
| 6.  | Chie Kimura     |          |     |
| 7.  | Yuka Ogura      |          |     |
| 8.  | Sakae Morimoto  |          |     |
| 9.  | Kaori Chiba     |          |     |

| Br. | Ime i prezime | Pol.     | Dob |
| --- | ------------- | -------- | --- |
| 10. | Naoko Saito   |          |     |
| 12. | Nami Miyazaki | vratarka |     |
| 14. | Akiko Kitada  |          |     |
| 15. | Erika Esaki   |          |     |
| 16. | Mayumi Ono    |          |     |
| 17. | Asuka Chiba   |          |     |
| 18. | Tomomi Komori |          |     |
| 19. | Rika Komazawa |          |     |
| 20. | Ai Sasaki     |          |     |

### Nizozemska
Glavni trener: Marc Lammers
| Br. | Ime i prezime          | Pol.     | Dob |
| --- | ---------------------- | -------- | --- |
| 1.  | Clarinda Sinnige       | vratarka |     |
| 2.  | Lisanne de Roever      | vratarka |     |
| 3.  | Macha van der Vaart    | vezna    |     |
| 4.  | Fatima Moreira de Melo | navala   |     |
| 6.  | Maartje Scheepstra     | vezna    |     |
| 7.  | Miek van Geenhuizen    | vezna    |     |
| 8.  | Karlijn Petri          | navala   |     |
| 10. | Mijntje Donners        | navala   |     |
| 11. | Ageeth Boomgaardt      | obrana   |     |

| Br. | Ime i prezime     | Pol.   | Dob |
| --- | ----------------- | ------ | --- |
| 13. | Minke Smabers     | vezna  |     |
| 14. | Ellis Verbakel    | vezna  |     |
| 15. | Janneke Schopman  | obrana |     |
| 16. | Chantal de Bruijn | obrana |     |
| 18. | Minke Booij       | obrana |     |
| 19. | Aniek van Hees    | vezna  |     |
| 21. | Lieve van Kessel  | navala |     |
| 23. | Kim Lammers       | navala |     |
| 24. | Femke Kooijman    | vezna  |     |

### JAR
Glavni trener: Ros Howell
| Br. | Ime i prezime    | Pol.     | Dob |
| --- | ---------------- | -------- | --- |
| 1.  | Caroline Jack    | vratarka |     |
| 2.  | Inke van Wyk     | vratarka |     |
| 6.  | Anli Kotze       |          |     |
| 7.  | Natalie Haynes   |          |     |
| 9.  | Marsha Marescia  |          |     |
| 10. | Johke Koornhof   |          |     |
| 11. | Sophie Mayer     |          |     |
| 12. | Lindsey Carlisle |          |     |
| 14. | Kerry Bee        |          |     |

| Br. | Ime i prezime  | Pol. | Dob |
| --- | -------------- | ---- | --- |
| 15. | Pietie Coetzee |      |     |
| 16. | Jenny Wilson   |      |     |
| 18. | Juliet Ranyane |      |     |
| 20. | Bronwyn Ross   |      |     |
| 21. | Julia Henry    |      |     |
| 22. | Luntu Ntloko   |      |     |
| 23. | Melinda Vos    |      |     |
| 30. | Shame Wehmeyer |      |     |
| 31. | Susan Webber   |      |     |

### Španjolska
Glavni trener: Jack Holtman
| Br. | Ime i prezime       | Pol.     | Dob |
| --- | ------------------- | -------- | --- |
| 1.  | María Jesús Rosa    | vratarka | 22  |
| 2.  | Núria Moreno        |          |     |
| 3.  | Marta Prat          |          |     |
| 5.  | Monica Rueda        |          |     |
| 6.  | Silvia Bonastre     |          |     |
| 7.  | María Carmen Martín |          |     |
| 8.  | Amanda González     |          |     |
| 9.  | Silvia Munoz        | navala   |     |
| 10. | Luci López          |          |     |

| Br. | Ime i prezime       | Pol.  | Dob |
| --- | ------------------- | ----- | --- |
| 11. | María del Mar Feito |       |     |
| 12. | Maider Telleria     |       |     |
| 13. | Elena Urkizu        |       |     |
| 14. | María Romagosa      |       |     |
| 15. | Erdoitza Goikoetxea |       |     |
| 17. | Núria Camón         | vezna |     |
| 18. | Ana Pérez           |       |     |
| 19. | Isabel Barguno      |       |     |
| 20. | Raquel Huertas      |       |     |

## Vanjske poveznice
- Međ. hokej. savez  Arhivirana inačica izvorne stranice od 30. rujna 2007. (Wayback Machine) SP 2002.
- USA Field Hockey  Arhivirana inačica izvorne stranice od 27. listopada 2007. (Wayback Machine)